# サントリー天然水
サントリー天然水（サントリーてんねんすい）は、サントリーフーズが発売するミネラルウォーターを中心とした飲料のブランドである。採水地は南アルプス・阿蘇・奥大山・北アルプスにあるが、各採水地周辺には天然水の森を設け、水質と安全を守る活動が行われている。
2022年の販売実績はブランド全体で1億2,980万ケースを記録しており、日本国内の全ジャンルの清涼飲料水における年間販売数量で2018年以降5年連続でNo.1のブランドとなっている。さらに、ペットボトル入りのナチュラルミネラルウォーター単体の2022年の年間販売数量がサントリーが発売する日本国内の飲料製品で初めて1億ケースを突破した。

## ラインナップ・特徴
従来は商品名ごと3つのエリアに分けて販売されていたが、2020年11月に商品名を「サントリー天然水」へ統一。順次パッケージデザインを変更した（550ml・2Lに加え、全国発売されている「南アルプスの天然水」の280mlと1Lも「サントリー天然水」へ商品名を変更）。ラベルの下部に記載されている3つの水源名（南アルプス・阿蘇・奥大山）で区別されることとなった。なお、2Lは2021年4月にパッケージリニューアルが行われ、550mlと同じ水色基調のラベルとキャップに変更された。
2021年10月にはECサイト向けにラベルレス（ケース販売のみ）が設定され、550ml（24本入）に加え、Amazon.co.jp限定で2Lも設定。2Lは通常の2Lケース（6本）の1.5箱分に相当する9本入で販売される。
2023年4月には2Lペットボトルの容器が改良され、持ち手の胴部を平行四辺形に変更、ボトルの肩と底の部分に星型のエンボス、ボトルの肩部にヤマ折り線が入り、小さくたたみやすくする容器となった（ただし、自治体によってはペットボトルをたたまずに回収可能な場合があるため、事前に空容器回収ルールを確認する必要がある）。
以下、各水源ごとに商品を区別する場合には、商品名である「サントリー天然水」の後に水源を括弧書きで付す。
- 南アルプスの天然水 → サントリー天然水 南アルプス → 南アルプスの天然水 → サントリー天然水（南アルプス）
- サントリー天然水 阿蘇 → 阿蘇の天然水 → サントリー天然水（阿蘇）
- サントリー天然水 奥大山 → 奥大山の天然水 → サントリー天然水（奥大山）
- サントリー天然水（北アルプス）[注 1]（2021年6月に発売[3][7]）

### 南アルプス
南アルプス・甲斐駒ヶ岳の地下天然水。甲斐駒ヶ岳に降る雨雪が花崗岩層に含まれる石英に濾過され、硬度は約30。採水地およびボトリング工場は山梨県北杜市白州町鳥原2913-1番地のサントリー酒類白州蒸溜所内。水源周辺には25万坪の水質保全地と9万坪の「天然水の森」をもつ。近年では、採水地近辺で地下水の水位の低下や混濁が問題化しており、地元住民の間では、これを同ミネラルウォーター及び関連する工場の採水に原因があるとして工場の運用に反対する動きも出ている。
1991年に「南アルプスの天然水」として全国発売していたが、2003年4月に南アルプス市が誕生したことに伴い、南アルプス市が採水地であるとの誤解を避けるため、同年2月に商品名を「サントリー天然水 南アルプス」に改称。そして、同年6月に「サントリー天然水 阿蘇」の発売に伴い、500mlペットボトルと2Lペットボトルの販売エリアを兵庫県以東と四国地区に切り替えた。また、2008年4月に「サントリー天然水 奥大山」の発売に伴い、再び販売エリアが切り替えられ、中部地区以北での発売とした。また、2021年6月に「サントリー天然水 北アルプス」の発売に伴い、再び販売エリアが切り替えられ、現在は関東地区以北で発売されている。
ラインナップは500mlペットボトル、2Lペットボトルの他に、900mlペットボトルと1.5Lペットボトルも設定されているが、この2サイズについては、全国で発売されている。また、2010年4月からは1.0Lペットボトルを追加。当初は関東・甲信越地方・静岡県に限定されていたが、同年6月からは北海道・東北・北陸・東海地方にエリアを拡大。その後も販売エリアを拡大し、現在は従来販売されていた900mlペットボトルと置き換わる形で全国で販売されている。また、2014年4月には小容量サイズの280mlペットボトルを追加発売した。以前は缶入り（240ml缶・345ml缶）も設定されていたが、2004年のリニューアル時に廃止となり、現在は全てペットボトル入りである。
1993年からは宅配事業を開始しており、開始当初はオフィスや医療機関が中心だったが、2008年3月に卓上設置が可能な「専用冷水サーバー」を発売（同時に蛇口付サーバーに対応した10Lバッグインボックスも発売）。2012年3月2日には東芝ホームアプライアンス（現・東芝ライフスタイル）との共同開発で新型の家庭用ウォーターサーバーを開発し、伊豆諸島や小笠原諸島を除く関東1都3県（東京都・神奈川県・千葉県・埼玉県）でレンタルサービスを開始（使用の際には10Lボックスの購入が必要）。その後、茨城県・栃木県・群馬県・福島県及び中部4県（愛知県・岐阜県・静岡県・三重県）にサービスエリアを拡大した。2013年9月からは関西2府4県（大阪府・京都府・兵庫県・滋賀県・奈良県・和歌山県）にも拡大した。2014年5月からは沖縄県や一部のエリアを除く全国に拡大するとともに、10Lボックスよりも容量が小さい7.8Lボックスが新たに設定された。
2012年には「サントリー The Ice Bar 天然水の白氷」と銘打ち、ニチレイとの共同開発で販売用の氷をコンビニエンスストア限定にて東京地区先行発売後、全国発売した。
2013年5月のリニューアルで約10年ぶりに商品名を「南アルプスの天然水」に戻した。
同年7月には「南アルプスの天然水」に炭酸を加えた炭酸入りナチュラルミネラルウォーター「南アルプスの天然水 スパークリング」を全国発売。さらに、同年10月にはレモン果汁を加えた「南アルプスの天然水 スパークリングレモン」を追加発売した。両製品は2014年5月にリニューアルされ、パッケージデザインを変更する。「南アルプスの天然水 スパークリングレモン」は中身も改良され、使用するレモン果汁を100%有機栽培のものに切り替えた。2015年5月に2度目のパッケージリニューアルを行った。
2014年4月には「南アルプスの天然水」をベースに、100%有機栽培のオレンジを加えたフレーバーウォーター「南アルプスの天然水&朝摘みオレンジ」を全国発売。本品は皮ごと搾ったオレンジ果汁を加えているため、無果汁の製品が多いフレーバーウォーターでは珍しい果汁1%となっている。
2015年4月には「南アルプスの天然水」をベースに、乳清（ホエイ）の乳酸菌発酵液をブレンドしたヨーグルト味のフレーバーウォーター「南アルプスの天然水&ヨーグリーナ」を発売したが、発売開始から2日で一時出荷停止となった。その後、生産体制を整え、同年6月30日に約1ヶ月半ぶりに販売再開。再開の際、515mlを廃止して280mlと550mlの2サイズに集約され、乳清発酵液に乳成分を含むため、パッケージ正面右下に「この商品は乳成分を含みます。」の文言が入るようになった。
同年6月にはサントリーで初めてとなるフルーツソース「南アルプスの天然水 プレミアムフルーツソース」を数量限定で発売（店舗により取扱が無い場合がある）。かき氷店の「埜庵(のあん)」監修のもと、南アルプスの天然水に果実などから集めた香りを合わせて果汁含有率を50%に設定。かき氷にかけるだけでなく、スパークリングウォーターと合わせたり、簡単なアレンジを施してソルベやジャムなどにしたりと、多彩な用途に使える。ラインナップは「芳醇いちご」、「とろとろ白桃」、「朝摘みオレンジ」の3種類を設定する。また、2014年からキャンペーンの景品として用意された「埜庵」監修のかき氷器「サントリー天然水かき氷サーバー」は改良を加え、キャンペーンの景品用（1万台）に加えて、一部のインターネットショッピングサイト向けに1万台の台数限定で市販化され、「南アルプスの天然水 プレミアムフルーツソース」と同時に発売を開始した。
同年9月には、100%有機栽培のレモン果汁とはちみつを加えたフレーバーウォーター「南アルプスの天然水&はちみつレモン」をセブン&アイ・ホールディングスのグループ店舗（セブン‐イレブン、イトーヨーカドーなど）限定で発売した。
2016年4月に「南アルプスの天然水&朝摘みオレンジ」と「南アルプスの天然水&ヨーグリーナ（550mlのみ）」を「朝摘みオレンジ&南アルプスの天然水」、「ヨーグリーナ&南アルプスの天然水」に改名し、540ml入りの冷凍兼用ボトルとしてリニューアル発売した（セブン&アイ・ホールディングス限定の「南アルプスの天然水&はちみつレモン」も「はちみつレモン&南アルプスの天然水」へ改名され、パッケージリニューアル）。
2018年4月には「南アルプスの天然水 スパークリング」と「南アルプスの天然水 スパークリング レモン」をスノーピークとの共同開発製品として全面刷新。製造充填時のガス圧がアップされるとともに、ペットボトルは先端がシャープな形状となり、「南アルプススパークリング」・「南アルプススパークリング レモン」に改名するとともに、ファミリーマート・サークルK・サンクス限定フレーバーとして「南アルプススパークリング グレープフルーツ」も同日発売された。同年6月には、「南アルプス クラフトスパークリング 無糖ジンジャー」をコンビニエンスストアや交通売店限定で、その翌月には「南アルプススパークリング 無糖ドライオレンジを専門店や量販店（スーパーマーケット、ドラッグストア、ホームセンターなど）限定で発売した。
同年8月には、スノーピークとの共同開発製品として、カフェイン含有の茶葉グアユサ、ジンジャー、ミントを使用し、緑茶飲料と同量レベルの低カフェイン設計、糖類に「パラチノース」を使用したペットボトル入りのエナジードリンク「南アルプス PEAKER（ピーカー） ビターエナジー」を関東・甲信越地区と静岡県で先行発売し、同年10月から全国発売した。
2019年2月には「南アルプススパークリング」においてパッケージデザインを変更するリニューアルが行われた。
翌月には「南アルプス PEAKER ビターエナジー」をリニューアル。ジンジャーの味わいが強化されるとともに、パッケージデザインを従来の黒基調からシルバー基調となり、「ENERGY」が配された。
2020年2月には、一部の販売チャネルで発売されている「南アルプスの天然水 備蓄用」に500mlを追加発売（500mlは販売チャネルを限定せずに発売）。5年間の長期保存が可能で、ラベルには賞味期限を大きく表示し、側面に「防災メモ」欄を設けている。
同年3月には「南アルプススパークリング」においてパッケージデザインを変更するリニューアルが行われた。

### 阿蘇
阿蘇の地中深くから採水される天然水。硬度は80。採水地周辺には30万坪の「天然水の森」をもつ。商品名には阿蘇とあるが、採水地は熊本市近郊の熊本県上益城郡嘉島町大字北甘木字八幡水478番地である（ただし熊本市近郊の地下水は阿蘇から流れてきている）。なお、同所はサントリービール株式会社の九州での製造拠点である「サントリー九州熊本工場」と同一。
2003年6月に発売を開始し、ラインナップは500mlペットボトルと2Lペットボトルの2サイズ展開。当初は中国地区・九州地区で発売されていたが、2008年4月に中国地区は地元の「奥大山」に切替となった為、現在は九州・沖縄地区（一部下関地区でも）で発売されている。
2013年5月のリニューアルで製品名を「阿蘇の天然水」に変更した。
2016年4月に発生した平成28年熊本地震の影響で生産拠点である九州熊本工場が被災し操業停止となった。代替措置として「南アルプスの天然水」の550mlと2Lが発売された。その間、復旧と製造ラインの増強が行われ、2017年6月に製造を再開し、同年9月に販売再開となった。販売再開と同日に、熊本県産の河内晩柑とはちみつを加え、パッケージにくまモンやブランドキャラクター「みずクマ」のイラストが描かれたフレーバーウォーター「熊本の晩柑&阿蘇の天然水」を九州限定で発売した。
「熊本の晩柑&阿蘇の天然水」は2018年4月にパッケージリニューアルされ、冷凍対応となった。

### 奥大山
大山の南に降る雨雪が広大なブナの森に蓄えられた天然水。硬度は約20。採水地は鳥取県日野郡江府町大字御机字笠良原1177。水源の周囲には9万坪の保全地と44万坪の「天然水の森」。
2008年4月に発売を開始し、ラインナップは「阿蘇」と同じく500mlペットボトルと2Lペットボトルの2サイズ展開。販売エリアは中国・四国・近畿地区である。
2013年5月のリニューアルで製品名を「奥大山の天然水」に変更した。
2019年2月には「奥大山の天然水」に強炭酸を加えた炭酸水「奥大山スパークリング」を発売。販売エリアは「奥大山の天然水」と同じ中国・四国・近畿地区に加え、九州地区と東海北陸地区の一部（富山県・石川県・福井県・岐阜県・三重県）でも販売される。
2020年3月には「奥大山スパークリング」がパッケージデザインを変更するリニューアルが行われた。

### 北アルプス
北アルプスの山々に降る豊富な雨や雪とその水を集める地形に蓄えられた天然水。硬度は約10。採水地は長野県大町市常盤8071-1。水源の周囲には約441ヘクタールの「天然水の森」。
2021年6月に発売を開始し、ラインナップは「阿蘇」・「奥大山」と同じく550mlペットボトルと2Lペットボトルの2サイズ展開。販売エリアは長野県・新潟県・北陸・東海地区である。

### その他（炭酸水・炭酸飲料・フレーバーウォーター）
2016年4月には、フレーバーウォーター「朝摘みグレープ&サントリー天然水」を自動販売機限定で発売（280mlペットボトルのみの設定）。本品が、「サントリー天然水」を名乗る最初の製品となった（現在は製造を終了している）。
2017年4月には、透明なレモンティー「サントリー天然水 PREMIUM MORNING TEA レモン」を発売。同年7月には自動販売機対応の540mlを追加発売した。同年9月には透明なミルクティー「サントリー天然水 PREMIUM MORNING TEA ミルク」を発売。店頭販売向けの550mlと自動販売機専売の280mlの2容量が設定された（現在は製造を終了している）。
2018年3月には、フレーバーウォーター「朝摘みオレンジ&南アルプスの天然水」・「ヨーグリーナ&南アルプスの天然水」を「朝摘みオレンジ&サントリー天然水」・「ヨーグリーナ&サントリー天然水」にそれぞれ改名した。「朝摘みオレンジ&サントリー天然水」は味わいの強化とナトリウムの増量を、「ヨーグリーナ&サントリー天然水」は乳酸菌の増量を行いリニューアルされ、奥大山の指定農園産ブルーベリーの味わいと香りを抽出したエキスを使用した「奥大山のブルーベリーヨーグリーナ&サントリー天然水」を発売した。
同年5月には透明紅茶「サントリー天然水 PREMIUM MORNING TEA レモン」が紅茶の香りを強化してリニューアルすると共に、白桃果汁を使用した「サントリー天然水 PREMIUM MORNING TEA 白桃」を発売した。
同年10月には沖縄県の指定農園産アロエの味わいと香りのみを抽出したエキスを使用した「アロエヨーグリーナ&サントリー天然水」を発売。
2019年2月には「ヨーグリーナ&サントリー天然水」はナトリウムの増量と味わいの改良を、「朝摘みオレンジ&サントリー天然水」は香りの強化とミントエキスの増量を行いリニューアルされ、同日に南アルプスの指定農園産白桃の味わいと香りを抽出したエキスを使用した「南アルプスの白桃ヨーグリーナ&サントリー天然水」を発売。
その翌週には「南アルプススパークリング」のレモンと無糖ドライオレンジが香りを強化するリニューアルが行われ、「天然水スパークリング レモン」「天然水スパークリング 無糖ドライオレンジ」に製品名が変更された。
同年4月には、ブランド初の炭酸飲料「天然水サイダー」を自動販売機限定で発売。その2週間後には、緑茶飲料「伊右衛門」の共同開発にも関わった福寿園の茶匠が厳選した国産茶葉を100%使用し、低温抽出製法などの活用や酵母エキスによって緑色の液色を維持する技術を用いた緑茶飲料「サントリー天然水 GREEN TEA」を発売。
同年6月には、国産南高梅果汁・梅エキス・海塩などを加えた「サントリー天然水 うめソルティ」が発売された。
同年10月には、「ヨーグリーナ&サントリー天然水」で使用する乳酸菌をサントリー食品インターナショナルが独自研究した「プロテクト乳酸菌4337L」に変更してリニューアルするとともに、「サントリー天然水 うめソルティ」にハチミツの味わいを加えた「サントリー天然水 はちみつうめソルティ」が発売された。
2020年1月には、「ヨーグリーナ&サントリー天然水」の炭酸飲料「ヨーグリーナスパークリング」を発売。本品は2018年8月からセブン&アイホールディングスのグループ店舗限定で発売されていたが、「ヨーグリーナ&サントリー天然水」同様に「プロテクト乳酸菌4337L」を配合、パッケージデザインを変更し、店舗を限定しない製品として新たに発売された製品である。
同年2月には、「サントリー天然水 澄みわたるお茶」を発売。「サントリー天然水 GREEN TEA」の後継製品にあたり、使用する茶葉を水出し茶葉に変更し、希望小売価格が引き下げられた（本体価格　160円→131円）。
同年3月には、「天然水スパークリング」のレモンと無糖ドライオレンジをリニューアル。レモンは朝摘み有機レモン果汁を使用し、サントリーブランドの商品内で最も低い温度で殺菌処理を行った。無糖ドライオレンジは朝摘み有機オレンジ果汁を使用するとともに果汁の配合量が増やされ、製品名を「天然水スパークリング オレンジ」に改名された。その2週間後には、無糖タイプのフレーバーウォーター「サントリー天然水 Clearレモン」が発売された（本製品は製造を終了している）。
同年4月には、「サントリー天然水 うめソルティ」に鉄分を配合してリニューアルされた。
同年6月には、高知県産ジンジャーとブラックコーヒー1杯分相当のコーヒー由来カフェインを使用した無糖炭酸水「天然水SPARKLE（スパークル） ジンジャー&カフェイン」を発売。その翌週には「サントリー天然水 まるごと旨搾りスパークリング レモン&はちみつ」が数量限定で発売された（いずれの製品も現在は製造を終了している）。 
同年7月には、2019年にファミリーマート限定で発売されていた「サントリー天然水 クラフトスパークリング 無糖うめ」の完熟うめエキスの含有量を2倍に増やし、「サントリー天然水 贅沢スパークリング 完熟うめ」としてファミリーマート限定で発売された。
同年9月には、「ヨーグリーナ&サントリー天然水」がパッケージデザインを変更してリニューアルされ、その翌月には、果汁を使用した有糖タイプのフレーバーウォーターを「サントリー天然水 プレッソ」としてシリーズ化し、「芳醇ぶどう&サントリー天然水」を発売、「朝摘みオレンジ&サントリー天然水」をパッケージデザインを変更してリニューアル（セブン&アイ・ホールディングス限定の「はちみつレモン&サントリー天然水」も同時期にパッケージデザインを変更してリニューアルされた）。
同年11月には、「天然水スパークリング レモン」に、必要な情報をキャップの天面や段ボールに記載することでラベルレス化を実現した「天然水スパークリング レモン ラベルレス」をECサイト向けに発売（製品の仕様上、24本入りのケース単位での販売となる。なお、緑茶の「伊右衛門」にもラベルレスが設定され同時発売される）。同じ日に「プロテクト乳酸菌4337L」を「ヨーグリーナ&サントリー天然水」の2倍量となる10億個に増やし、ナイアシンを追加配合した「ヨーグリーナ&サントリー天然水 プロテクト乳酸菌W」が発売された。
同年12月には、「サントリー天然水 うめソルティ」の2倍の量の国産完熟梅エキスを使用した「サントリー天然水 はちみつうめ」が発売された。
2021年2月には、「サントリー天然水 プレッソシリーズ」の新フレーバーとなる「豊潤もも&サントリー天然水」を発売。本品はジェイティフーズから引き継ぎ、セブン&アイ・ホールディングスグループ限定品として発売されていた「桃の天然水」の実質的な後継製品にあたり、本品では特定の店舗に限らず全業態で発売される。
同年3月には、「天然水スパークリング」に、シリーズ内最大量の果汁と柑橘オイルなどを使用した「贅沢しぼり グレープフルーツ」を発売。同日に「天然水スパークリング レモン」に大サイズの1,050mlが追加発売され、1,050ml入りの「天然水スパークリング」が発売された。なお、「天然水スパークリング レモン」の500mlは同日より使用するレモンを2021年収穫の朝摘み有機レモンのみとした仕様へ切り替えられ、地域ごとに分かれていた500ml入りの「南アルプススパークリング」と「奥大山スパークリング」は1,050ml入りと同じ「天然水スパークリング」に改名・統一された。
同年5月には、「天然水スパークリング 贅沢しぼり」の第2弾として、2種類のりんご果汁を使用した「赤りんご&青りんご」を期間限定で発売。
同年6月には、「サントリー天然水 プレッソ」シリーズの第4弾として、「甘熟パイン&サントリー天然水」を期間限定で発売。その2週間後には、ブランド最高レベルのガス圧の強炭酸を加え、これまで炭酸入り飲料では困難とされていたボトル肩部が尖ったボトル形状を実現した「バキバキボトル」を採用したプレーンタイプの炭酸水「THE STRONG 天然水スパークリング」を発売。510ml入りと大容量の1,050ml入りの2容量でラインナップされる。
同年9月には、「ヨーグリーナ&サントリー天然水」を「ヨーグリーナ&サントリー天然水 贅沢仕上げ」に製品名を変更してリニューアル。乳清発酵液の原料となる乳清を北海道産に変更し、ラベルやキャップの色が紺色に変更された。
同年10月には、「天然水スパークリング 贅沢しぼり」の第3弾として、2種類のぶどう果汁を使用した「白ぶどう&赤ぶどう」を期間限定で発売され、同日に「天然水スパークリング レモン」が中身・パッケージを変更してリニューアルされ、「THE STRONG 天然水スパークリング」にはECサイト向けに510mlのラベルレス（24本入りのケース販売のみ）も発売された。
2022年3月にはフレーバー系炭酸水の新シリーズとして、果汁とエキスを配合した「天然水スパークリングCRAFT」を立ち上げ、第1弾として「しゅわしゅわ白桃」を、翌月には第2弾として「ジュワッと梅ソーダ」を順次発売。「しゅわしゅわ白桃」の発売から1週間後には、「天然水スパークリング レモン」の10倍の果汁を使用し、2種類のレモン果汁をブレンドした「天然水スパークリング はじける濃いレモン」を東海・北陸7県限定で発売された。
同年5月には、オレンジとマンゴーの果汁を15%、ビタミンC・ビタミンB6・ナイアシンを配合したブランド初の果汁入り飲料「キリっと果実 オレンジ&マンゴー」を発売。その1週間後には丸搾り混濁レモン果汁を配合した炭酸飲料「特製レモンスカッシュ」を発売した。
2023年1月には、アロエ味で、ガラクトオリゴ糖を機能性関与成分として配合したブランド初の機能性表示食品「ヨーグリーナ&サントリー天然水BIOX（ビオックス）」が発売された。同年3月には果汁入り飲料「キリっと果実」の「オレンジ&マンゴー」のパッケージデザインを変更するリニューアルが行われ、「ピンクグレープフルーツ&マスカット」が期間限定で発売された。その翌月には食物繊維を配合した桃果汁・桃ピューレ入りの飲料「ファイバー8000」が発売され、その翌月には「ヨーグリーナ&サントリー天然水 贅沢仕上げ」を「ヨーグリーナ プレミアム」へ改名・リニューアルされた。同年6月には炭酸水「THE STRONG」に「グレフルソルティ」が発売された。同年10月には「キリっと果実」に「完熟パイン&りんご」が発売され、その翌週に3種類のビタミン（パントテン酸・ナイアシン・ビタミンB6）を配合した3種類の柑橘（オレンジ、レモン、ゆず）果汁入り飲料「パワフルビタミンBBB」を発売。その2週間後には「天然水スパークリング」に期間限定フレーバーの「グレープフルーツ」が順次発売された。

## パッケージ

### ペットボトル
現在はサントリーが発売する全ての2Lペットボトルで導入されている「ゆびスポットボトル」を最初に導入したのは「南アルプス」からである（2004年のリニューアル時に「フィンガーポケットボトル」の名称で導入）。なお、「阿蘇」の2Lペットボトルは2006年3月に導入された。
500mlペットボトルのキャップの色が青に変更となったのは、2007年3月からである。このとき、「南アルプス」は清らかで冷たい水をイメージした容器デザインに変更。2008年4月に発売された「奥大山」も同容器を採用。角形ペットボトルを採用していた「阿蘇」も2010年4月から同容器に切り替えたことで全て同じデザインで統一された。一方、2Lペットボトルは当時2Lペットボトルでは国内最軽量の40gを達成した新型2Lペットボトルを「奥大山」に先行導入。その後、2010年3月に耐荷重強度を維持しながら軽量化を行い、36gとさらに軽くなり、2Lペットボトルにおける国内最軽量記録を塗り替えた。なお、この新型ペットボトルは「奥大山」に先行導入後、翌月には「阿蘇」に、翌々月には「南アルプス」にも導入し、2Lペットボトルにおいても全て同じボトルデザインとなった。
2011年3月からは従来の500mlペットボトルの内容量を550mlに増量し、簡単に小さくたためる新型ボトル「P-ecot（ペコッと）ボトル」を採用した 。
2013年2月に2Lペットボトルを仕様変更し、従来品比約2割の軽量化が行われたことで、国産2Lペットボトルのボトル重量では初めて30gを下回る29.8gとなり、2Lペットボトルにおけるペットボトル重量の国内最軽量記録を再び塗り替えた。
2013年5月のリニューアルでは商品名の変更に加え、550mlペットボトル（手売り用）には豊田通商のサプライチェーンを活かし、安定供給を可能にしたことで原料の30%を植物由来とし、500ml～600mlクラスの国産ミネラルウォーターのペットボトル重量としては国内最軽量（2013年3月26日現在）となる11.3gを実現した新型ペットボトルを採用した。

### 包装
2009年4月からは従来の段ボールに代わる新しい梱包である「エコクリア包装」を「阿蘇」の2Lペットボトルに先行導入した（従来の段ボール包装と並行で展開）。これは、段ボールを使わず、透明フィルムで包み込んで梱包したもので、段ボールの梱包に比べ、CO2排出量を約50%低減。また、開封後の取扱も容易で、後処理もしやすい特徴もある。なお、「南アルプス」の2Lペットボトルについても、2010年5月からペットボトルの変更と同時に導入された。

## 基本情報
|                            | サントリー天然水 南アルプス                                      | サントリー天然水 奥大山                                          | サントリー天然水 北アルプス                                          | サントリー天然水 阿蘇                           |
| エネルギー                 | 0kcal                                                            | 0kcal                                                            | 0kcal                                                                | 0kcal                                           |
| タンパク質・脂質・炭水化物 | 0mg                                                              | 0mg                                                              | 0mg                                                                  | 0mg                                             |
| カルシウム                 | 0.6∼1.5mg                                                        | 0.2∼0.7mg                                                        | 0.1∼2.4mg                                                            | 0.2∼2.4mg                                       |
| ナトリウム                 | 0.4∼1.0mg                                                        | 0.4∼1.0mg                                                        | 0.8mg                                                                | 0.7∼1.4mg                                       |
| マグネシウム               | 0.1∼0.3mg                                                        | 0.1∼0.3mg                                                        | 0.02∼1.1mg                                                           | 0.6∼1.1mg                                       |
| カリウム                   | 0.1∼0.5mg                                                        | 0.2∼0.6mg                                                        | 0.04∼0.7mg                                                           | 0.3∼0.7mg                                       |
| 硬度                       | 約30mg/L（軟水）                                                 | 約20mg/L（軟水）                                                 | 約10mg/L（軟水）                                                     | 約80mg/L（中軟水）                              |
| pH                         | 約7                                                              | 約7                                                              | 約7                                                                  | 約7                                             |
| 採水地                     | 山梨県北杜市白州町                                               | 鳥取県日野郡江府町                                               | 長野県大町市                                                         | 熊本県上益城郡嘉島町                            |
| ボトリング                 | サントリープロダクツ株式会社 サントリー天然水 南アルプス白州工場 | サントリープロダクツ株式会社 サントリー天然水 奥大山ブナの森工場 | サントリープロダクツ株式会社 サントリー天然水 北アルプス信濃の森工場 | サントリービール株式会社 サントリー九州熊本工場 |

## コラボアニメ
サントリー天然水とかいけつゾロリのコラボアニメ『かいけつゾロリと水のおひめさま』が2022年7月12日にYouTubeサントリー公式チャンネルで公開される。

## テレビ番組
- 日経スペシャル ガイアの夜明け 水を売れ!名水大国ニッポン 〜急成長ビジネスの舞台裏〜（2003年8月19日、テレビ東京）[84]。